# Furacão Klaus
O Furacão Klaus foi um "pequeno" furacão Atlântico que causou chuvas pesadas sobre as Pequenas Antilhas em outubro de 1990. O décimo primeiro ciclone tropical e sexto furacão da temporada de furacões no Atlântico de 1990, o Klaus evoluiu de uma onda tropical em 3 de outubro, e só se dissipou em  9 de outubro de 1990.